# Studenac
 Ovo je glavno značenje pojma Studenac. Za druga značenja pogledajte Zdenac.
Studenac Market je hrvatski trgovački maloprodajni lanac sa sjedištem u Omišu. Ima otvorene 1073 prodavaonice, a od 2018. godine u vlasništvu fonda iz Poljske. Tvrtka trenutno zapošljava više od 5900 djelatnika.

## Povijest tvrtke
Trgovački maloprodajni lanac Studenac Market kao kompanija posluje od 1991. godine. Kasnih 90-ih proširio je svoje poslovanje otvaranjem veleprodajnog skladišta u Dućama i nekoliko maloprodajnih trgovina u Omišu. Rast tvrtke s vremenom je doveo do maloprodajnog lanca. Na sliku današnjeg Studenac Marketa, trgovine-susjeda koja pogodnostima za kupce dosljedno prati svjetske trendove, najviše je utjecala 2018. godina. Upravo tada počinje unapređenje i značajna transformacija cjelovitog poslovanja popraćena uspješnim akvizicijama i organskim rastom. Preuzimanjem Istarskih supermarketa i zadarskog Sonika 2019. lanac jača svoju poziciju i posluje duž cijele jadranske obale. Status dodatno utvrđuje 2021. preuzimanjem biogradskog lanca Bure Trgovina, a važan poslovni iskorak iste godine čini otvaranjem prvih prodavaonica u Zagrebu. Dodatno, početkom 2022. Studenac Market preuzima i dubrovački lanac Pemo. Studenac Market trenutačno zapošljava više od 5900 djelatnika, ima oko 1100 prodavaonica te je glavni maloprodajni lanac na jadranskoj obali i među vodećima na nacionalnoj razini, s najvećom prodajnom mrežom u Hrvatskoj. 

## Vanjske poveznice
- Studenac Market na Facebooku
- Studenac Market na YouTubeu